# ديفيد شورت
ديفيد شورت (13 يونيو 1934 في المملكة المتحدة - )  (بالإنجليزية: David Short)‏ هو لاعب كريكت بريطاني. لعب مع نادي مقاطعة ديربيشاير للكريكت ‏.